# 斑弯嘴嘲鸫
斑弯嘴嘲鸫（学名：Toxostoma guttatum）又称斑矢嘲鸫，是墨西哥科茲美特有的一種嘲鶇。牠們被列為極危物種，但也有可能已經滅絕。
斑弯嘴嘲鸫的上身呈褐色，下身呈白色，有黑色斑紋。面部呈灰色，黑色的喙長而且向下彎曲，有兩條白色色帶。

## 保育狀況
斑弯嘴嘲鸫的數量因1988年颶風吉爾伯特侵襲該島而大幅下降。於1995年時曾以為牠們已經滅絕，但於2004年再一次發現牠們的蹤影。2005年飓风艾米莉及颶風威爾瑪對牠們所造成的破壞未明，但自2006年起就再不能發現牠們。後來亦有一些未確認的報告，相信牠們亦有少量生存著。
一些學者相信斑弯嘴嘲鸫的衰落亦受其他因素所影響，因為數百萬年以來牠們面對颶風的威脅而沒有消失。紅尾蚺等掠食性的入侵物種可能是致命的原因。

## 外部連結
- Cozumel Thrasher Species Factsheet （页面存档备份，存于）